# Temporada 2025 del Campeonato de Fórmula Regional de Oceanía
La temporada 2025 del Campeonato de Fórmula Regional de Oceanía fue la vigésima edición de dicho campeonato, y la tercera bajo la actual denominación. Comenzó el 11 de enero en Taupo y finalizó el 9 de febrero en Cromwell.
El británico Arvid Lindblad fue el ganador de esta edición.

## Escuderías y pilotos
| Escudería        | N.º | Piloto               | Estado | Rondas |
| ---------------- | --- | -------------------- | ------ | ------ |
| mtec Motorsport  | 3   | Zack Scoular         | N      | Todas  |
| mtec Motorsport  | 5   | Patrick Heuzenroeder |        | Todas  |
| mtec Motorsport  | 9   | Nicholas Monteiro    |        | Todas  |
| mtec Motorsport  | 14  | Josh Pierson         |        | 1-4    |
| mtec Motorsport  | 32  | Shawn Rashid         |        | Todas  |
| mtec Motorsport  | 93  | Broc Feeney          |        | 5      |
| M2 Competition   | 4   | Arvid Lindblad       |        | Todas  |
| M2 Competition   | 8   | Matías Zagazeta      |        | Todas  |
| M2 Competition   | 17  | Nikita Johnson       |        | Todas  |
| M2 Competition   | 23  | Michael Shin         |        | Todas  |
| M2 Competition   | 69  | Sebastian Manson     |        | Todas  |
| M2 Competition   | 77  | Enzo Yeh             | N      | Todas  |
| Giles Motorsport | 13  | Barrett Wolfe        | N      | Todas  |
| Giles Motorsport | 16  | Tommy Smith          |        | 3-4    |
| Giles Motorsport | 41  | Alex Crosbie         |        | Todas  |
| Giles Motorsport | 87  | Will Brown           |        | 1-2, 5 |
| Kiwi Motorsport  | 15  | Nicolas Stati        | N      | Todas  |
| Kiwi Motorsport  | 22  | Jett Bowling         |        | Todas  |
| Kiwi Motorsport  | 88  | James Lawley         |        | Todas  |
| Fuentes:         |     |                      |        |        |

| Icono | Leyenda |
| ----- | ------- |
| N     | Novato  |

## Calendario
| Ronda   | Ronda | Circuito                                   | Fecha        |
| ------- | ----- | ------------------------------------------ | ------------ |
| 1       | C1    | Taupo International Motorsport Park, Taupo | 11 de enero  |
| 1       | C2    | Taupo International Motorsport Park, Taupo | 12 de enero  |
| 1       | C3    | Taupo International Motorsport Park, Taupo | 12 de enero  |
| 2       | C1    | Hampton Downs Motorsport Park, Waikato     | 18 de enero  |
| 2       | C2    | Hampton Downs Motorsport Park, Waikato     | 19 de enero  |
| 2       | C3    | Hampton Downs Motorsport Park, Waikato     | 19 de enero  |
| 3       | C1    | Manfeild: Circuito Chris Amon, Feilding    | 25 de enero  |
| 3       | C2    | Manfeild: Circuito Chris Amon, Feilding    | 26 de enero  |
| 3       | C3    | Manfeild: Circuito Chris Amon, Feilding    | 26 de enero  |
| 4       | C1    | Teretonga Park, Invercargill               | 1 de febrero |
| 4       | C2    | Teretonga Park, Invercargill               | 2 de febrero |
| 4       | C3    | Teretonga Park, Invercargill               | 2 de febrero |
| 5       | C1    | Highlands Motorsport Park, Cromwell        | 8 de febrero |
| 5       | C2    | Highlands Motorsport Park, Cromwell        | 9 de febrero |
| 5       | C3    | Highlands Motorsport Park, Cromwell        | 9 de febrero |
| Fuente: |       |                                            |              |

## Resultados
| Ronda | Ronda | Ronda        | Pole Position        | Vuelta rápida        | Piloto ganador       | Escudería ganadora |
| ----- | ----- | ------------ | -------------------- | -------------------- | -------------------- | ------------------ |
| 1     | C1    | Taupo        | Zack Scoular         | Zack Scoular         | Zack Scoular         | mtec Motorsport    |
| 1     | C2    | Taupo        |                      | Michael Shin         | Matías Zagazeta      | M2 Competition     |
| 1     | C3    | Taupo        | Arvid Lindblad       | Will Brown           | Arvid Lindblad       | M2 Competition     |
| 2     | C1    | Waikato      | Arvid Lindblad       | Josh Pierson         | Arvid Lindblad       | M2 Competition     |
| 2     | C2    | Waikato      |                      | Arvid Lindblad       | Sebastian Manson     | M2 Competition     |
| 2     | C3    | Waikato      | Arvid Lindblad       | Arvid Lindblad       | Arvid Lindblad       | M2 Competition     |
| 3     | C1    | Feilding     | Arvid Lindblad       | Arvid Lindblad       | Arvid Lindblad       | M2 Competition     |
| 3     | R2    | Feilding     |                      | Zack Scoular         | Zack Scoular         | mtec Motorsport    |
| 3     | C3    | Feilding     | Arvid Lindblad       | Arvid Lindblad       | Arvid Lindblad       | M2 Competition     |
| 4     | C1    | Invercargill | Arvid Lindblad       | Arvid Lindblad       | Matías Zagazeta      | M2 Competition     |
| 4     | C2    | Invercargill |                      | Josh Pierson         | Sebastian Manson     | M2 Competition     |
| 4     | C3    | Invercargill | Matías Zagazeta      | Arvid Lindblad       | Arvid Lindblad       | M2 Competition     |
| 5     | C1    | Cromwell     | Patrick Heuzenroeder | Patrick Heuzenroeder | Patrick Heuzenroeder | mtec Motorsport    |
| 5     | C2    | Cromwell     |                      | Nikita Johnson       | Nikita Johnson       | M2 Competition     |
| 5     | C3    | Cromwell     | Broc Feeney          | Matías Zagazeta      | Will Brown           | Giles Motorsport   |

## Clasificaciones

### Puntuaciones
Carreras 1 y 3
| Posición | 1.º | 2.º | 3.º | 4.º | 5.º | 6.º | 7.º | 8.º | 9.º | 10.º | 11.º | 12.º | 13.º | 14.º | 15.º | 16.º | 17.º | 18.º | 19.º | 20.º |
| Puntos   | 35  | 31  | 27  | 24  | 22  | 20  | 18  | 16  | 14  | 12   | 10   | 9    | 8    | 7    | 6    | 5    | 4    | 3    | 2    | 1    |

Carrera 2
| Posición | 1.º | 2.º | 3.º | 4.º | 5.º | 6.º | 7.º | 8.º | 9.º | 10.º | 11.º | 12.º | 13.º | 14.º | 15.º |
| Puntos   | 20  | 18  | 16  | 14  | 12  | 10  | 9   | 8   | 7   | 6    | 5    | 4    | 3    | 2    | 1    |

### Campeonato de Pilotos
| Pos. | Piloto               | TAU | TAU | TAU | HMP | HMP | HMP | MAN | MAN | MAN | TER | TER | TER | HIG | HIG | HIG | Puntos |
| ---- | -------------------- | --- | --- | --- | --- | --- | --- | --- | --- | --- | --- | --- | --- | --- | --- | --- | ------ |
| 1    | Arvid Lindblad       | 3   | 3   | 1   | 1   | 3   | 1   | 1   | 14  | 1   | 2   | 6   | 1   | 2   | Ret | 3   | 370    |
| 2    | Zack Scoular         | 1   | 10  | 3   | 2   | 7   | 2   | 8   | 1   | 8   | 5   | 2   | 8   | 5   | 4   | 2   | 314    |
| 3    | Nikita Johnson       | 4   | 5   | 5   | 8   | 2   | 4   | 2   | 2   | 2   | 3   | 8   | 5   | 8   | 1   | 8   | 305    |
| 4    | Patrick Heuzenroeder | 9   | 8   | 4   | 5   | 4   | 6   | 3   | 7   | 3   | 4   | 3   | 4   | 1   | Ret | Ret | 264    |
| 5    | Matías Zagazeta      | 5   | 1   | 2   | 16  | 11  | 5   | 12  | 13  | 5   | 1   | 7   | 3   | 4   | 6   | Ret | 244    |
| 6    | Sebastian Manson     | 10  | 7   | 9   | 7   | 1   | 10  | 6   | Ret | 4   | 7   | 1   | 7   | 9   | 5   | 9   | 225    |
| 7    | Josh Pierson         | 8   | 2   | 6   | 4   | 6   | 3   | 5   | 3   | 9   | 6   | 5   | 6   |     |     |     | 219    |
| 8    | Michael Shin         | 6   | 6   | 7   | 9   | 9   | 7   | 11  | 15  | 10  | Ret | 9   | 2   | 3   | Ret | 5   | 197    |
| 9    | Shawn Rashid         | 15  | 13  | 10  | 6   | 8   | 9   | 13  | 8   | 11  | 14  | 13  | 11  | 6   | 3   | 4   | 169    |
| 10   | Will Brown           | 2   | 9   | 8   | 3   | 5   | 8   |     |     |     |     |     |     | 11  | 12  | 1   | 158    |
| 11   | Enzo Yeh             | 7   | 4   | 16  | 13  | 13  | 11  | 14  | 4   | 6   | 8   | 4   | 14  | 13  | 11  | Ret | 149    |
| 12   | Nicholas Monteiro    | 12  | 11  | 13  | DSQ | 14  | 14  | 9   | 5   | 13  | 11  | 12  | 13  | 7   | 2   | 12  | 132    |
| 13   | Alex Crosbie         | 11  | 15  | 11  | 10  | DSQ | 12  | 7   | 16  | 15  | 10  | 10  | 10  | 16  | 10  | 10  | 119    |
| 14   | Nicolas Stati        | 13  | Ret | 14  | 12  | 12  | 13  | 10  | 10  | 14  | 12  | Ret | 12  | 14  | 7   | 11  | 105    |
| 15   | Jett Bowling         | 14  | 12  | 12  | 11  | 10  | 15  | 15  | 9   | 12  | 13  | Ret | Ret | 12  | 14  | 7   | 101    |
| 16   | Tommy Smith          |     |     |     |     |     |     | 4   | 6   | 7   | 9   | 11  | 9   |     |     |     | 85     |
| 17   | Barrett Wolfe        | 16  | 14  | 15  | 14  | 15  | 17  | 17  | 12  | 16  | 15  | 14  | 16  | 17  | 9   | 13  | 70     |
| 18   | James Lawley         | 17  | 16  | 17  | 15  | DSQ | 16  | 16  | 11  | Ret | 16  | Ret | 15  | 15  | 8   | Ret | 54     |
| 19   | Broc Feeney          |     |     |     |     |     |     |     |     |     |     |     |     | 10  | 13  | 6   | 35     |
| Pos. | Piloto               | TAU | TAU | TAU | HMP | HMP | HMP | MAN | MAN | MAN | TER | TER | TER | HIG | HIG | HIG | Puntos |

| Color     | Resultado                                                               |
| --------- | ----------------------------------------------------------------------- |
| Oro       | Ganador                                                                 |
| Plata     | 2.ª plaza                                                               |
| Bronce    | 3.ª plaza                                                               |
| Verde     | Finalizó en los puntos                                                  |
| Azul      | Finalizó sin puntos                                                     |
| Azul      | NC - No clasificado                                                     |
| Violeta   | Ret - No terminó (Carrera)                                              |
| Rojo      | DNQ - No se clasificó                                                   |
| Negro     | DSQ - Descalificado                                                     |
| Blanco    | DNS - No empezó (carrera)                                               |
| Blanco    | WD - Retirado (fin de semana)                                           |
| Blanco    | C - Carrera cancelada                                                   |
| Sin color | DNP - Inscrito pero no participó                                        |
| Sin color | INJ - Lesionado                                                         |
| Sin color | EX - Excluido                                                           |
| Estado    | Resultado                                                               |
| Negrita   | Pole position                                                           |
| Cursiva   | Vuelta rápida                                                           |
| †         | Abandona, pero clasifica al completar el porcentaje requerido para ello |

| Novato |

### Campeonato de Escuderías
| Pos. | Escudería        | Puntos |
| ---- | ---------------- | ------ |
| 1    | M2 Competition   | 772    |
| 2    | mtec Motorsport  | 653    |
| 3    | Giles Motorsport | 371    |
| 4    | Kiwi Motorsport  | 218    |